# Зелена (зупинний пункт, Львівська залізниця)
Зеле́на — пасажирська зупинна залізнична платформа Львівської дирекції Львівської залізниці.
Розташована за декілька кілометрів від с. Забір'я Жовківського району Львівської області на лінії Рава-Руська — Червоноград між станціями Угнів (10 км) та Рава-Руська (8 км).
Станом на грудень 2016 р. на платформі зупиняються приміські поїзди.